# 中村喜春
中村喜春（日语：／ Nakamura Kiharu，1913年—2004年1月5日），日本艺妓，出生在东京银座一个上流社会家庭，其父是当地著名的医生。中村喜春15岁时不顾家庭反对投身艺妓行业。1940年27岁时隐退，嫁给了一名日本驻缅甸的外交官，当时日本尚未侵略缅甸。但婚后丈夫有了外遇，两人最终离婚。后来，她又结了一次婚，但也因感情不和而分开。二战后，中村喜春重返艺妓界。1956年，中村喜春移居美国，定居纽约。后受聘于普林斯顿大学，教授日本文化。2004年在纽约逝世，终年90岁。
中村喜春先后共有10本作品面世，包括於1983年推出的自传《东京艺妓回忆录》（江戸っ子芸者一代記），和1985年推出的另一本著作《痛悼日本》（ああ情けなや日本）。